# Голубский, Ян
Ян Голубский (пол. Jan Gołubski) — капитан пехоты Войска Польского.

## Биография
Ян Голубский родился 15 декабря 1895 года. В конце 1918 года, вступил во 2-й полк польских стрелков в Сибири, где командовал взводов в 1-й роте пулемётного батальона. С 1919 года полк включён в состав 5-й дивизии польских стрелков под командованием полковника Казимира Румши. После капитуляции дивизии на станции Клюквенная попал в плен к большевикам из которого бежал и вернулся в Польшу 3 декабря 1920 года.
По прибытии в Польшу вступил в ряды 83-го Полесского стрелкового полка имени Ромуальда Траугутта под командованием полковника Юзефа Веробея. В составе полка принял участие в советско-польской войне. 2 ноября 1926 года поступил в Высшее военное училище города Варшава. 31 октября 1928 года окончил Высшее военное училище и переведен в штаб корпуса № III города Гродно. С 1930 года исполнял обязанности начальника отделения подготовки в штабе корпуса № III.
Умер 24 января 1930 года в здании Министерства военных дел в Варшаве. 28 января 1930 года похоронен на военном кладбище в городе Гродно.

## Награды
- Серебряный крест ордена Virtuti Militari[7]
- Крест Независимости[8]
- Крест Храбрых (трижды)
- Медаль «Участнику войны. 1918—1921»
- Медаль «10-летие обретения независимости»
- Медаль Победы
- Памятная медаль Великой войны[9]